# František Štědronský
František Štědronský (5. července 1914 – 15. ledna 1964 Praha) byl odborný pracovník věnující se tématu zahraničních krajanů.

## Život
V letech 1945–50 byl pracovníkem Československého ústavu zahraničního, redaktorem časopisu Československý svět, pracovníkem a následně v letech 1948–49 předsedou Československé přesídlovací komise v rumunském městě Oradea, která organizovala poválečnou reemigraci krajanů z Rumunska. Později byl knihovníkem v Teplé u Mariánských Lázní a od roku 1959 pracovníkem knihovny Náprstkova muzea.
Žil převážně v pražské Liboci a Ruzyni, zemřel tragicky.

## Dílo
V letech 1939–40 publikoval historické práce katolické orientace. Od 50. let se odborně věnoval krajanským osobnostem a bibliografii krajanských tisků, především v USA.
Knižně vyšlo:
- Zbraslav, pohřebiště českých králů ve středověku (V Praze, Okresní sdružení katolické mládeže ve Velké Praze,	1939)
- Kronika libocké farnosti (V Praze, Kroužek přátel Liboce,	1940)
- Zahraniční krajanské noviny, časopisy a kalendáře do roku 1938 (Praha, Národní knihovna, 1958)